# Tomáškova vila
Tomáškova vila je funkcionalistická vila z let 1931–1933, zbudovaná v Plzni-Doubravce jako obytné sídlo a kancelářský prostor pro plzeňského stavitele Karla Tomáška. 

## Architektura
S návrhem vily oslovil stavitel Tomášek brněnského architekta Jana Víška, který pro Tomáškovu stavební firmu již dříve pracoval. Stavba byla zahájena v roce 1931 a dokončena 1933.
Vila má přibližně půdorys L, je podsklepena a sestává ze třech nadzemních podlaží (přízemí bylo využíváno jako projektová kancelář stavební firmy, 1. patro pak sloužilo jako rodinný byt a v nejvyšším patře byly pokoje pro služebnictvo). Ploché střechy jsou upraveny jako obytné terasy. Dům má celkem 6 různých vstupů, které umožňují oddělené využívání jednotlivých prostor.
Celý objekt je vlastně kombinací různých přísně pravoúhlých bloků. Nápadným prvkem fasády jsou v přízemí prosklené stěny usazené v kovových rámech. Střízlivý dojem dotváří nenápadně probarvená omítka.

## Historie
Pro vilu byl ve 30. letech 20. století zvolen pozemek na rohu Moravské ulice a Masarykovy třídy, která se tou dobou jako spojinice Plzně s nově připojenou Doubravkou začala stávat významnou tepnou.
Po roce 1948 vila sloužila jako sociální ústav pro děti. V 90. letech 20. století pak objekt chátral. Část původní zahrady byla oddělena a je na ní postaven další rodinný dům.
V roce 1994 byla vila prohlášena za kulturní památku.
V letech 1996–2001 byly provedeny stavební úpravy, které nicméně v možné míře zachovaly původní dekorativní prvky (mramorové schodiště, kamenné dlažby, obklady fontány a krbu...).

## Současnost
Od roku 2020 slouží Tomáškova vila jako administrativní budova, ve které je provozované mj. i coworkingové centrum. V říjnu 2021 byla provedena odborná renovace podlahy v hlavní vstupní hale akademickým kamenosochařem MgA. Vojtěchem Soukupem. V březnu 2022 bratři Česalové otevřeli Tomáškovu vilu veřejnosti k prohlídkám interiérů a teras.